# Франк Стела
Франк Филип Стела (на английски: Frank Stella) е американски живописец, скулптор и график, известен с работата си в областта на минимализма и постживописната абстракция. Стела живее и работи в Ню Йорк.

## Биография
Франк Стела е роден на 12 май 1936 г. в Молдън, Масачузетс. Баща му е гинеколог, а майка му е домакиня и художничка, която посещава модно училище, а по-късно се занимава с пейзажна живопис.
След като завършва гимназията „Академия Филипс“ в Андоувър, Масачузетс, той е приет в Принстънския университет. Творчеството му е повлияно от абстрактния експресионизъм. В живописта на ХХ век той е обявен за създател на абстрактни картини, които не носят никакви живописни илюзии или психологически или метафизични препратки.
През 70-те години на ХХ век се премества в Нохо в Манхатън в Ню Йорк. Към 2015 г. Стела живее в Гринуич Вилидж и поддържа офис там, но през делничните дни пътува до ателието си в Рок Тавърн, Ню Йорк.

## Творчество

### Краят на 50-те и началото на 60-те години на ХХ век
След като се премества в Ню Йорк, той започва да създава творби, в които се набляга на картината като обект.
Между 1961 и 1969 г. Стела е женен за Барбара Роуз, която по-късно става известна художествена критичка. В брака им се раждат две деца – Рейчъл и Майкъл. Приблизително по това време той казва, че картината е „плоска повърхност с боя върху нея – нищо повече“. 
Die Fahne Hoch! (1959 г.) взема името си („Издигнатото знаме“ на английски) от първия ред на Horst-Wessel-Lied, химна на Националсоциалистическата германска работническа партия, и Стела посочва, че то е в същите пропорции като знамената, използвани от тази организация.
През 1959 г. няколко негови картини са включени в изложбата „Трима млади американци“ в Мемориалния музей на изкуствата „Алън“ в колежа „Оберлин“, както и в изложбата „Шестнадесет американци“ в Музея за модерно изкуство в Ню Йорк (1960 г.).
От 1960 г. в творбите му се използват оформени платна, които по-късно се развиват в по-сложни дизайни, например в серията „Неправилен многоъгълник“.
По-късно започва серията си „Протрактор“ от картини, в които дъги, понякога припокриващи се, в рамките на квадратни граници, наречени на кръгли градове, които е посетил, докато е бил в Близкия изток по-рано през 60-те години.

### Краят на 60-те и 70-те години
През 1967 г. Стела проектира сценографията и костюмите за Scramble, танцова постановка на Мърс Кънингам.
През 1969 г. на Стела е възложено да създаде лого за стогодишнината на Музея на изкуствата „Метрополитън“.
Музеят за модерно изкуство в Ню Йорк представя ретроспектива на творчеството на Стела през 1970 г., с което той става най-младият художник, получил такова признание.
През следващото десетилетие Стела въвежда релефа, който започва да нарича „максималистична“ живопис заради скулптурните му качества. След въвеждането на дървото и други материали в серията „Полско село“ (1973 г.) неговият минимализъм става бароков. През 1976 г. Стела получава поръчка от BMW да нарисува BMW 3.0 CSL за втората част на проекта BMW Art Car Project. Той казва за този проект: „Отправната точка за арт автомобилите беше състезателната ливрея. Графичната хартия е това, което е – графика, но когато се пренесе върху формите на автомобила, става интересна. Теоретично това е като рисуване върху оформено платно“.
През 1978 г. Стела се жени за педиатърката Хариет МакГърк.

### 80-те години и след това
От средата на 80-те до средата на 90-те години Стела създава голям брой произведения, които като цяло са посветени на романа на Херман Мелвил „Моби Дик“. По това време все по-дълбокият релеф на картините на Стела отстъпва място на пълната триизмерност и скулптурните форми, получени от конуси, колони, френски криви, вълни и декоративни архитектурни елементи. За да създаде тези произведения, художникът използва колажи или модели, които след това са уголемени и пресъздадени с помощта на асистенти, индустриални ножове за метал и цифрови технологии. „Наука за мързела“ (La scienza della pigrizia), 1984 г., е пример за прехода на Стела от двуизмерност към триизмерност. Творбата е изпълнена с маслени, емайлови и алкидни бои върху платно, гравирано с магнезий, алуминий и фибростъкло.
През 90-те години Стела започва да създава свободно стоящи скулптури за обществени пространства и да разработва архитектурни проекти. Например през 1993 г. той създава цялата декоративна схема за театъра на принцесата на Уелс в Торонто, която включва стенопис от 10 000 квадратни фута. Неговото предложение от 1993 г. за изграждане на Кунстхале и градина в Дрезден не е реализирано. През 1997 г. той проектира и ръководи изграждането на инсталацията от 5000 квадратни фута Stella Project, който служи като централен елемент в театъра и фоайето на Moua Orper Theatre, намиращ се в музикалното училище Rebecca and John J. Moores в кампуса на Хюстънския университет в Тексас. Неговата алуминиева раковина, вдъхновена от сгъваема шапка от Бразилия, е издигната в центъра на Маями през 2001 г.
Барелефът на Стела Scarlatti K Series е вдъхновен от сонатите за клавесин на Доменико Скарлати и произведенията на американския виртуоз на клавесина и музиколог от 20-ти век Ралф Къркпатрик, който прави тези сонати широко известни. („К“ в заглавието се отнася за хронологичните числа на Къркпатрик). Скарлати е написал повече от 500 клавишни сонати; поредицата на Стела днес включва около 150 творби.

## Галерия
- Стенопис върху фасадата на David Mirvish Gallery, David Mirvish Books, Торонто, 1974
- Детайл от BMW 3.0 CLS car-painting, 1976
- BMW M1 Pro car-painting, 1979; по поръчка на Питър Грег
- Конуси и колони, част 2., ок. 1984; живопис
- Моби Дик, 1991–1993; барелеф, хотел Риц-Карлтън, Сингапур
- Пийкскил, Ню Йорк, 1995; скулптура от стомана, Йена, Германия
- Нюбург, 1995; скулптура от стомана, Йена, Германия
- Гарисън, 1995; скулптура от стомана, Йена, Германия
- Корнукопия, c. 2000; скулптура от фибърно стъкло
- Разбитата делва, Харлинген, Нидерландия, 2001
- Мемантра, 2005, покрив на Музея за модерно изкуство в Ню Йорк
- Чатал Хююк, 2008, Бурос, Швеция
- Принц Фридрих II (Хесен-Хомбург)

## Признание и отличия
- 1983: Национален медал за изкуство, Вашингтон, връчен му от президента на САЩ Роналд Рейгън[18]
- 1983: Почетен докторат на Принстънския университет в Ню Джърси.
- 1985: Почетен докторат на Колежа „Дартмут“, Хановър.
- 1994: Избран за редовен член на Националната академия по дизайн[19]
- 1996: Почетен докторат на Университета „Фридрих Шилер“ в Йена.[20]
- 1999: Членство в Американското философско общество[21]
- 2009: Национален медал за изкуство, Вашингтон, връчен му от президента на САЩ Барак Обама[22]
- 2020: Награда „Алексей фон Явленски“ на Висбаден[23] (церемония и изложба 2022)